# Mena (Arkansas)
Mena es una ciudad ubicada en el condado de Polk en el estado estadounidense de Arkansas. En el Censo de 2020 tenía una población de 5589 habitantes y una densidad poblacional de 313,26 personas por km².

## Geografía
Mena se encuentra ubicada en las coordenadas 34°34′51″N 94°14′14″O / 34.58083, -94.23722. Según la Oficina del Censo de los Estados Unidos, Mena tiene una superficie total de 17.5 km², de la cual 17.38 km² corresponden a tierra firme y (0.68%) 0.12 km² es agua.

## Demografía
Según el censo de 2010, había 5737 personas residiendo en Mena. La densidad de población era de 327,87 hab./km². De los 5737 habitantes, Mena estaba compuesto por el 94.37% blancos, el 0.24% eran afroamericanos, el 1.55% eran amerindios, el 0.82% eran asiáticos, el 0.07% eran isleños del Pacífico, el 0.66% eran de otras razas y el 2.28% pertenecían a dos o más razas. Del total de la población el 3.4% eran hispanos o latinos de cualquier raza.